# Sulcus intraparietalis
De sulcus intraparietalis is een hersengroeve die ligt in de pariëtale kwab van de grote hersenen. De sulcus intraparietalis vormt de grens tussen de lobulus parietalis superior (bovenste wandkwabje) en de lobulus parietalis inferior (onderste wandkwabje).

## Verloop
De sulcus intraparietalis kan uit een, twee of drie afzonderlijke segmenten bestaan. In een aantal gevallen bestaat de sulcus intraparietalis uit twee evenwijdig verlopende hersengroeven.